# MV Agusta Centauro 150
 (décembre 2021).
La mise en forme du texte ne suit pas les recommandations de Wikipédia : il faut le « wikifier ».
Les points d'amélioration suivants sont les cas les plus fréquents. Le détail des points à revoir est peut-être précisé sur la page de discussion.
- Les titres sont pré-formatés par le logiciel. Ils ne sont ni en capitales, ni en gras.
- Le texte ne doit pas être écrit en capitales (les noms de famille non plus), ni en gras, ni en italique, ni en « petit »…
- Le gras n'est utilisé que pour surligner le titre de l'article dans l'introduction, une seule fois.
- L'italique est rarement utilisé : mots en langue étrangère, titres d'œuvres, noms de bateaux, etc.
- Les citations ne sont pas en italique mais en corps de texte normal. Elles sont entourées par des guillemets français : « et ».
- Les listes à puces sont à éviter, des paragraphes rédigés étant largement préférés. Les tableaux sont à réserver à la présentation de données structurées (résultats, etc.).
- Les appels de note de bas de page (petits chiffres en exposant, introduits par l'outil «  Source ») sont à placer entre la fin de phrase et le point final[comme ça].
- Les liens internes (vers d'autres articles de Wikipédia) sont à choisir avec parcimonie. Créez des liens vers des articles approfondissant le sujet. Les termes génériques sans rapport avec le sujet sont à éviter, ainsi que les répétitions de liens vers un même terme.
- Les liens externes sont à placer uniquement dans une section « Liens externes », à la fin de l'article. Ces liens sont à choisir avec parcimonie suivant les règles définies. Si un lien sert de source à l'article, son insertion dans le texte est à faire par les notes de bas de page.
- La présentation des références doit suivre les conventions bibliographiques. Il est recommandé d'utiliser les modèles {{Ouvrage}}, {{Chapitre}}, {{Article}}, {{Lien web}} et/ou {{Bibliographie}}. Le mode d'édition visuel peut mettre en forme automatiquement les références.
- Insérer une infobox (cadre d'informations à droite) n'est pas obligatoire pour parachever la mise en page.

Pour une aide détaillée, merci de consulter Aide:Wikification.
Si vous pensez que ces points ont été résolus, vous pouvez retirer ce bandeau et améliorer la mise en forme d'un autre article.
 (décembre 2021).
Si vous disposez d'ouvrages ou d'articles de référence ou si vous connaissez des sites web de qualité traitant du thème abordé ici, merci de compléter l'article en donnant les références utiles à sa vérifiabilité et en les liant à la section « Notes et références ».
Le MV Agusta Centauro 150 est un petit triporteur motorisé fabriqué par le constructeur italien MV Agusta, une des marques les plus emblématiques de l'histoire de la moto, de 1958 à 1960. C'est le troisième véhicule utilitaire triporteur de la marque.
Essayer de comprendre pourquoi MV Agusta s'est intéressé de ce secteur d'activité restera un mystère, car il n'y avait aucune chance qu'il puisse rivaliser avec les autres constructeurs italiens de ce type de véhicules comme Moto Guzzi sans parler de Piaggio et ses fameux petits Ape. D'après les archives de l'époque, 4 160 exemplaires de la première série et 1 610 de la seconde série ont été fabriqués.

## Histoire
Au cours de la période d'après guerre, alors que l'Italie devait se reconstruire et les habitants se déplacer, MV Agusta n'a pas pensé à construire uniquement des motos mais aussi d'autres moyens de transport, des véhicules utilitaires légers. L'époque était favorable à tout moyen de transport, même rudimentaire.
En 1947, MV Agusta présente son premier motocarro, un triporteur motorisé, construit en raccordant un avant de moto et une remorque à l'arrière, le tout solidement fixé sur un robuste châssis. Ce type d'engin était très en vogue à l'époque en Italie mais aussi en Allemagne qui les utilisait aussi comme taxi. Le modèle MV Agusta utilisait le moteur de la fameuse MV 98, monocylindre à deux temps de 98 cm3. Durant l'année 1948, plusieurs modèles (en Italie destinés uniquement au transport de marchandises) ont vu le jour équipés du moteur MV Agusta de 125 cm3 avec une boîte à trois vitesses.
En 1953, MV Agusta présente le prototype d'une voiturette à deux places, Vetturetta 350. Le modèle resta au stade du prototype qui est visible au Musée MV Agusta.
En 1954, MV Agusta présente le Motocarro 175. Ce modèle comporte un moteur à quatre temps de 172,3 cm3 avec un seul arbre à cames en tête, et offre une charge utile de 350 kg.
En 1956, MV Agusta présente la fourgonnette 1100 / D2 équipée d'un moteur Agusta diesel à deux cylindres de 1 079 cm3 avec une boîte de vitesses à quatre rapports, développant 27 ch, disposait d'une charge utile de 1 000 kg. Une version pick-up a suivi. Quelques mois plus tard la version 1101 / D2L, avec une charge utile de 1 200 kg a été lancée.
En 1958, MV Agusta présente un nouveau véhicule triporteur équipé d'un moteur dérivé du 125 Turismo Rapido de 1954, avec l'adoption d'une pompe de lubrification à engrenages et d'un ventilateur. C'est le troisième véhicule de ce type. Par rapport aux modèles précédents, le constructeur a ajouté une cabine de protection, avec un large pare-brise en verre munie d'un essuie glace, mais sans portières. Le plateau métallique à ridelles de chargement à l'arrière est fixe ou basculant. La charge utile est de 380 kg pour un poids à vide de seulement 270 kg. La consommation est de 2,95 litres aux 100 km en pleine charge. 4 160 exemplaires seront fabriqués entre 1958 et 1960.
En 1960, MV Agusta présente un modèle plus puissant avec une cabine entièrement fermée comprenant deux portières métalliques, le Trasporto Tevere 235.
En 1961, MV Agusta présente une version améliorée du Centauro 150 RF, le Centauro 150 RFB équipé du même moteur quatre temps de 150,1 cm3. Le véhicule accepte la même charge utile de 380 kg mais adopte des freins à tambours de 180 mm au lieu des tambours de 150 mm précédemment. Les dimensions ont aussi été revues à la hausse avec un empattement porté à 1 884 mm, une longueur de 2 790 mm et une largeur de 1 440 mm. Le poids à vide n'augmente que de 10 kg à 280 kg. La consommation reste inchangée à 2,95 litres aux 100 km. 1 610 exemplaires seront fabriqués entre 1961 et 1965.